# Louis Likes His Daily Dip
Louis Likes His Daily Dip es un EP de la banda neozelandesa Tall Dwarfs, lanzado en 1982.

## Lista de canciones
1. "Louis The First"
2. "Maybe"
3. "Pictures On The Floor"
4. "Paul's Place"
5. "Clover"
6. "Song Of The Silents"
7. "Louis The Second"